# Ghiacciaio Rachmaninoff
Il ghiacciaio Rachmaninoff è un ghiacciaio situato sulla costa meridionale dell'isola Alessandro I, al largo della costa della Terra di Palmer, in Antartide. In particolare, il ghiacciaio, il cui punto più alto si trova a oltre 350 m s.l.m., è situato sulla costa meridionale della penisola Monteverdi, da dove fluisce verso sud, fino a entrare nella stretta insenatura di Britten, ricoprendola interamente di ghiaccio.

## Storia
Il ghiacciaio Rachmaninoff fu così chiamato, nel 1987, dall'Accademia sovietica delle scienze in onore del compositore russo Sergej Vasil'evič Rachmaninov (1873-1943).